# Гріпарі Перикл Петрович
Перикл Петрович Гріпарі — грецький дипломат, підприємець, громадський діяч кінця XIX — початку ХХ ст., меценат. Грецький консул в Києві (1893 - 1918), Грецький консул в Севастополі (1914).

## Життєпис
Народився в Афінах. З 1893 року був грецьким консулом у Києві, проживав на вулиці Велика Володимирська в будинку 48-а. У 1914 році змінив на посаді грецького консула у Севастополі — свого брата Миколу Петровича. 
У власності Перикла Петровича були Гамарянський млин у селах Мала і Велика Новоселиця, Полонської волості Новгород-Волинського повіту Волинської губернії та інші об'єкти власності.
Був грецьким консулом у Києві більш як 25 років. Також був дуаєном консульського корпусу в Києві. У разі відсутності в Києві, його обов’язки повинен був виконувати бельгійський консул Яків Гретер, а за відсутності й Гретера — наступний за старшинством італійський консул Карл Фішман.

## Сім'я
- Брат — Микола Петрович Гріпарі, грецький консул в Севастополі та в Києві.
- Брат — Демосфен Петрович Гріпарі, грецький віце-консул в Феодосії.